# Weidesheim
Weidesheim (mundartl. Weessem) ist ein Stadtteil von Euskirchen und liegt im Osten der Stadt an der Landesstraße 210. Der Ortsname „Weidesheim“, 1316 noch „Wedensheim“ genannt, bedeutet „Heim des Widin“.  Weitere überlieferte Namensformen sind im Liber valoris „Wedinsheim“, 1319 „Wysheim“, 1471 „Wyshem“, 1600 „Weidessem“, 1719 „Wiedesheim“.

## Geschichte
1670 verzeichnete Weidesheim 38 Häuser. Landesherrlich gehörte der Ort bis Ende des 18. Jahrhunderts zum Kurfürstentum Köln und unterstand mit der Kleeburg der Verwaltung des Amtes Brühl. Am 1. Juli 1969 wurde Weidesheim nach Euskirchen eingemeindet.
Am 31. Dezember 2017 hatte Weidesheim 875 Einwohner.

## Kleeburg

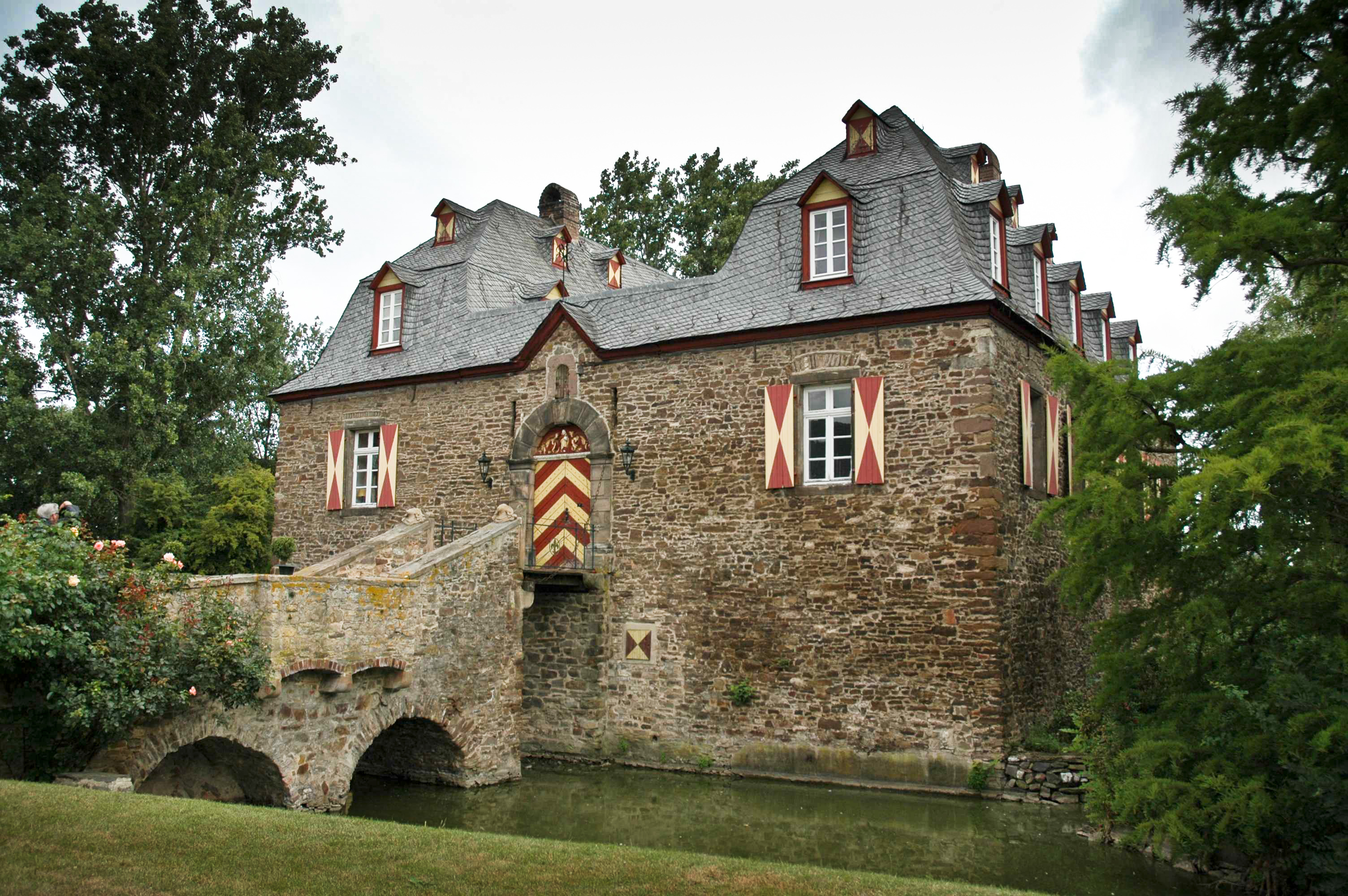
Kleeburg, Herrenhaus

In Weidesheim steht die mittelalterliche Kleeburg. Sie wurde wohl im 14. Jahrhundert erbaut und 1393 erstmals urkundlich erwähnt. Ihre damaligen Besitzer waren die Eheleute Johann und Eva von Bendeman sowie ihre Schwägerin von Cleberg. Von etwa 1450 bis 1666 war die Familie von Dadenberg Eigentümer dieser Burg, ab 1671 anteilsmäßig die Gymnich von Vlatten, die Gymnich von Gymnich und die Freiherren von Rolligen. Später erwarb Johanna Maria von Gymnich alle drei Teile der Burg und nannte sie bis zu ihrem Tod im Jahre 1825 ihr Eigen.
Bis 1929 war die Burg dann im Besitz der Freiherren Spies von Büllesheim, ging daraufhin in den Besitz der Eheleute Conen über und wurde 1986 unter Denkmalschutz gestellt. Seit 1997 ist die Kleeburg im Besitz des Freiherrn von Korff.
Des Weiteren ist Weidesheim für das Osterfeuer des Freiherrn von Korff, das Sommerfest der Freiwilligen Feuerwehr (im Juni) und die Kirmes (im September) bekannt.

## Sehenswürdigkeiten
- Katholische Pfarrkirche St. Mariä Himmelfahrt[6]

## Straßenbenennung
Im Zuge der Thematisierung der Straßennamen in Euskirchen wurden ab 1969 viele Straßen in Weidesheim nach germanischen Volksstämmen benannt, z. B. Alemannen, Ubier und Bataver.

## Verkehr
Südlich von Weidesheim verläuft die Voreifelbahn. Nächstgelegener Haltepunkt ist Euskirchen-Kuchenheim. Dort verkehren Züge der Linie S 23.
Die VRS-Buslinien 870 und 876 der SVE verbinden den Ort mit Euskirchen, Dom-Esch und Kuchenheim. Zusätzlich verkehren einzelne Fahrten der auf die Schülerbeförderung ausgerichteten Linie 735.
| Linie | Verlauf |
| ----- | --- |
| 735   | Schülerverkehr Euskirchen: Roitzheim – Weidesheim – Kuchenheim Bf – Kuchenheim |
| 870   | Euskirchen Bf – Wüschheim – Großbüllesheim – Kleinbüllesheim – Weidesheim – Kuchenheim Bf – Kuchenheim Markt – Palmersheim – Flamersheim – Kirchheim – (Steinbachtalsperre –) Niederkastenholz – Stotzheim – Roitzheim – Euskirchen Bf (Ringverkehr) |
| 876   | Euskirchen Bf – Kuchenheim – Weidesheim – Dom-Esch |